# جايسون ويلسون
جايسون ويلسون (بالإنجليزية: Jason Wilson)‏ هو سياسي أمريكي، ولد في 12 أغسطس 1968 في مارتينز فيري في الولايات المتحدة. حزبياً، نشط في الحزب الديمقراطي.